# City National Plaza
City National Plaza je komplex dvou stejných mrakodrapů v centru kalifornského města Los Angeles. Skládá se z budov City National Tower a Paul Hastings Tower, obě mají 52 pater a jsou vysoké 213,1 metru. Výstavba probíhala v letech 1970 – 1972 a hned po svém dokončení se na rok staly nejvyššími budovami ve městě, poté je překonal Aon Center.